# Zhangjiagang
Zhangjiagang är en stad på häradsnivå som lyder under Suzhou i Jiangsu-provinsen i östra Kina. 